# Los Cancajos
Los Cancajos es un barrio del municipio español de Breña Baja, situado en la costa oriental de La Palma, en la comunidad autónoma de Canarias. 

## Historia
Habiendo sido en un principio un pequeño pueblo de pescadores, a partir de la década de los años 1970 del siglo XX se comenzó a desarrollar el turismo. Actualmente es, junto con Puerto Naos, el principal destino turístico de la isla, habiendo varios hoteles y edificios de apartamentos.

## Playa de Los Cancajos
Posee una playa compuesta por pequeñas calas de arena negra, con 624 metros de largo y 31 metros de ancho. Es una de las playas más famosas de la isla de La Palma.

## Demografía
| 2000 | 2001 | 2002 | 2003 | 2004 | 2005 | 2006 | 2007 | 2008 |
| ---- | ---- | ---- | ---- | ---- | ---- | ---- | ---- | ---- |
| 439  | 460  | 456  | 445  | 434  | 467  | 483  | 531  | 550  |